# Ангвила на Светском првенству у атлетици на отвореном 2011.
Ангвила је учествовала на 13. Светском првенству у атлетици на отвореном 2011. одржаном у Тегуу од 27. августа до 4. септембра. Репрезентацију Ангвиле представљало је двоје такмичара (1 мушкарац и 1 жене) који су се такмичели у две дисциплине (1 мушка и 1 женска). , 
На овом првенству Ангвила није освојила ниједну медаљу. Постављен је један национални и један лични рекорд.

## Учесници
| Мушкарци: - Кеирон Роџерс — 100 м | Жене: - Шинел Проктор — 100 м |  |

## Резултати

### Мушкарци
| Атлетичар     | Дисциплина | Лични рекорд | Квалификације | Квалификације | Група    | Група      | Полуфинале           | Полуфинале           | Финале               | Финале       | Детаљи |
| Атлетичар     | Дисциплина | Лични рекорд | Резултат      | Место         | Резултат | Место      | Резултат             | Место                | Резултат             | Место        | Детаљи |
| ------------- | ---------- | ------------ | ------------- | ------------- | -------- | ---------- | -------------------- | -------------------- | -------------------- | ------------ | ------ |
| Кеирон Роџерс | 100 м      | 10,81        | 10,55 НР      | 2. у гр. 1 КВ | 10,96    | 7. у гр. 3 | Није се квалификовао | Није се квалификовао | Није се квалификовао | 50 / 71 (75) |        |

### Жене
| Атлетичарка   | Дисциплина | Лични рекорд | Квалификације | Квалификације | Група                 | Група                 | Полуфинале            | Полуфинале            | Финале                | Финале       | Детаљи |
| Атлетичарка   | Дисциплина | Лични рекорд | Резултат      | Место         | Резултат              | Место                 | Резултат              | Место                 | Резултат              | Место        | Детаљи |
| ------------- | ---------- | ------------ | ------------- | ------------- | --------------------- | --------------------- | --------------------- | --------------------- | --------------------- | ------------ | ------ |
| Шинел Проктор | 100 м      | 13,01        | 12,89 ЛР      | 7 у гр. 1     | Није се квалификовала | Није се квалификовала | Није се квалификовала | Није се квалификовала | Није се квалификовала | 54 / 71 (73) |        |

Легенда: НР = национални рекорд, ЛР= лични рекорд, РС = Рекорд сезоне (најбољи резултат у сезони до почетка првества), КВ = квалификован (испунио норму), кв = квалификова (према резултату)